# Elecciones estatales de Tamaulipas de 2004
Las Elecciones estatales de Tamaulipas de 2004 se llevaron a cabo el domingo 14 de noviembre de 2004 y en ellas se renovaron los siguientes cargos de elección popular en el estado mexicano de Tamaulipas:
- Gobernador de Tamaulipas. Titular del poder ejecutivo del estado, electo para un periodo de seis años no reelegibles en ningún caso. El candidato electo fue Eugenio Hernández Flores.
- 43 ayuntamientos. Compuestos por un presidente municipal y regidores, electos para un periodo de tres años no reelegibles para el periodo inmediato.
- 32 diputados del Congreso del Estado. 19 electos por una mayoría de cada uno de los distritos electorales y 13 de representación proporcional.

## Resultados electorales

### Gobernador
|  | 57.60 % |

|  | 31.46 % |

|  | 7.26 % |

|  | 1.50 % |

|  | 0.00 % |

|  | 2.17 % |

|  | 100.00 % |

### Ayuntamientos
| Partido/Coalición                         | Partido/Coalición                         | Municipios |
| ----------------------------------------- | ----------------------------------------- | ---------- |
|                                           | Partido Revolucionario Institucional      | 34         |
|                                           | PRI - PVEM JUNTOS                         | 5          |
|                                           | Partido Acción Nacional                   | 4          |
|                                           | Unidos por Tamaulipas (PRD, Convergencia) | 0          |
|                                           | Partido del Trabajo                       | 0          |
|                                           | Partido Verde Ecologista de México        | 0          |
| Fuente: Instituto Electoral de Tamaulipas |                                           |            |

#### Candidatos electos
| Municipio          | Partido/Coalición | Alcalde (2005-2007)                 |
| ------------------ | ----------------- | ----------------------------------- |
| Abasolo            |                   | Luis Ortiz Jaramillo                |
| Aldama             |                   | Felipe López Ávalos                 |
| Altamira           |                   | Juvenal Hernández Llanos            |
| Antiguo Morelos    |                   | Javier Molina Barrera               |
| Burgos             |                   | Heraclio Galván Espinosa            |
| Bustamante         |                   | Julio Torres Torres                 |
| Camargo            |                   | Eduardo Hinojosa Cepeda             |
| Casas              |                   | Jorge Candelario Hinojosa Rodríguez |
| Ciudad Madero      |                   | Guadalupe González Galván           |
| Cruillas           |                   | Samuel Cepeda Palacios              |
| Gómez Farías       |                   | Ernesto Ángel Saavedra Almaguer     |
| González           |                   | Jaime Antonio Juárez Moctezuma      |
| Güémez             |                   | José Lorenzo Morales Amaro          |
| Guerrero           |                   | Luis Gerardo Ramos Gómez            |
| Gustavo Díaz Ordaz |                   | Carlos Alberto Olivares             |
| Hidalgo            |                   | Cesareo Rocha Villanueva            |
| Jaumave            |                   | José Alfredo de la Rosa Torres      |
| Jiménez            |                   | Mauricio Salazar Saldívar           |
| Llera              |                   | Carlos Alberto Flores Quiroga       |
| Mainero            |                   | Jesús Tovar González                |
| Mante              |                   | José Luis Castellanos González      |
| Matamoros          |                   | Baltazar Hinojosa Ochoa             |
| Méndez             |                   | Juan Mascorro Botello               |
| Mier               |                   | José Herbey Ramos Ramos             |
| Miguel Alemán      |                   | Alfonso Ramírez Rodríguez           |
| Miquihuana         |                   | Juan Rodríguez Gámez                |
| Nuevo Laredo       |                   | Daniel Peña Treviño                 |
| Nuevo Morelos      |                   | José Antonio Rivera Esinoza         |
| Ocampo             |                   | José Rubén León Montalvo            |
| Padilla            |                   | Arsenio Rodríguez Castillo          |
| Palmillas          |                   | Jesús Pérez Castillo                |
| Reynosa            |                   | Francisco García Cabeza de Vaca     |
| Río Bravo          |                   | Juan De Dios Cavazos Cárdenas       |
| San Carlos         |                   | Samuel Rodríguez Urbina             |
| San Fernando       |                   | María Delia Garza Gutiérrez         |
| San Nicolás        |                   | Herculano Rodríguez Rincón          |
| Soto la Marina     |                   | Leonel Arellano Ochoa               |
| Tampico            |                   | Fernando Azcárraga López            |
| Tula               |                   | J. Cruz Walle Meza                  |
| Valle Hermoso      |                   | Alberto Enrique Alanís Villarreal   |
| Victoria           |                   | Álvaro Guadalupe Villanueva Perales |
| Villagrán          |                   | Juan Elique Estrella González       |
| Xicoténcatl        |                   | Vicente Javier Verástegui Ostos     |

### Diputados
| Partido/Coalición                         | Partido/Coalición                                                                        | Mayoría relativa | Proporcional | Total |
| ----------------------------------------- | ---------------------------------------------------------------------------------------- | ---------------- | ------------ | ----- |
|                                           | PRI-VERDE JUNTOS Partido Revolucionario Institucional Partido Verde Ecologista de México | 17               | 1            | 18    |
|                                           | Partido Acción Nacional                                                                  | 2                | 8            | 10    |
|                                           | Unidos por Tamaulipas Partido de la Revolución Democrática y Convergencia                | 0                | 2            | 2     |
|                                           | Partido del Trabajo                                                                      | 0                | 2            | 2     |
| Fuente: Instituto Electoral de Tamaulipas |                                                                                          |                  |              |       |